# San Lorenzo de Tormes
San Lorenzo de Tormes község Spanyolországban, Ávila tartományban. San Lorenzo de Tormes Los Llanos de Tormes, El Barco de Ávila, El Losar del Barco, La Horcajada és Santa María de los Caballeros községekkel határos. Lakosainak száma 30 fő (2024).

## Népesség
A település népessége az utóbbi években az alábbiak szerint változott:
| Lakosok száma | 54   | 54   | 54   | 56   | 58   | 45   | 41   | 31   | 33   | 30   |
|               | 2001 | 2004 | 2006 | 2009 | 2011 | 2014 | 2016 | 2019 | 2021 | 2024 |